# Evarist Menkouande
Evarist Menkouande (* 14. November 1974) ist ein ehemaliger kamerunischer Fußballschiedsrichterassistent.
Von 2004 bis 2019 stand Menkouande 15 Jahre lang auf der Liste der FIFA-Schiedsrichter und war an der Spielleitung internationaler Fußballspiele beteiligt.
Menkouande wurde für zwei Weltmeisterschaften nominiert. Bei der Weltmeisterschaft 2010 in Südafrika leitete er im Team von Eddy Maillet zwei Gruppenspiele, bei der Weltmeisterschaft 2014 in Brasilien als Assistent von Bakary Gassama ein weiteres Gruppenspiel. Auch beim olympischen Fußballturnier 2008 in China kam er (als Assistent von Badara Diatta) bei einem Gruppenspiel zum Einsatz.
Menkouande wurde bei insgesamt sieben Afrika-Cups eingesetzt. Beim Afrika-Cup 2008 in Ghana, beim Afrika-Cup 2010 in Angola, beim Afrika-Cup 2012 in Gabun und Äquatorialguinea, beim Afrika-Cup 2013 in Südafrika, beim Afrika-Cup 2015 in Äquatorialguinea, beim Afrika-Cup 2017 in Gabun und beim Afrika-Cup 2019 in Ägypten leitete er insgesamt 27 Spiele, womit er zu den erfahrensten afrikanischen Schiedsrichterassistenten gehört.
Darüber hinaus war Menkouande bei vier FIFA-Klub-Weltmeisterschaften im Einsatz. Bei der Klub-Weltmeisterschaft 2007, der Klub-Weltmeisterschaft 2010, der Klub-Weltmeisterschaft 2013 und der Klub-Weltmeisterschaft 2015 leitete er insgesamt sechs Partien.
Zudem war Menkouande unter anderem Schiedsrichterassistent in der CAF Champions League, bei drei U-20-Weltmeisterschaften (bei der U-20-Weltmeisterschaft 2009 in Ägypten, bei U-20-Weltmeisterschaft 2013 in der Türkei und der U-20-Weltmeisterschaft 2017 in Südkorea), bei zwei U-17-Weltmeisterschaften (bei der U-17-Weltmeisterschaft 2007 in Südkorea und der U-17-Weltmeisterschaft 2009 in Nigeria), in der afrikanischen WM-Qualifikation (20 Einsätze) sowie bei diversen Qualifikations- und Freundschaftsspielen.
Im Juli 2019 hatte Menkouande seine letzten internationalen Spieleinsätze.